# Вейце
Вейце (пол. Wiejce) — село в Польщі, у гміні Сквежина Мендзижецького повіту Любуського воєводства.
Населення — 76 осіб (2011).
У 1975-1998 роках село належало до Гожовського воєводства.

## Демографія
Демографічна структура станом на 31 березня 2011 року:
|          | Загалом | Допрацездатний вік | Працездатний вік | Постпрацездатний вік |
| -------- | ------- | ------------------ | ---------------- | -------------------- |
| Чоловіки | 33      | 6                  | 24               | 3                    |
| Жінки    | 43      | 8                  | 25               | 10                   |
| Разом    | 76      | 14                 | 49               | 13                   |